# 明日はどこから
「明日はどこから」（あしたはどこから）は、松たか子の楽曲。22枚目のシングルとして2017年11月15日にソニー・ミュージックレーベルズから発売された。

## 解説
2009年10月21日発売の前作「君となら」以来約8年ぶりにリリースされたCDシングル。前作に続き、松自身の作詞・作曲による作品。アルバム『明日はどこから』の先行シングル。
2017年末の第68回NHK紅白歌合戦に、歌手として18年ぶりの出場を果たし、本曲を歌った。
渡部哲哉や郷間幹男が編曲した吹奏楽の楽譜が普及しており、しばしば演奏されている。

## タイアップ
表題曲「明日はどこから」は、NHK連続テレビ小説『わろてんか』の主題歌に使用された。カップリング曲「笑顔をみせて」は、綾瀬はるかを起用して2015年に放映されたセイコーの腕時計のCM曲で、こちらも松の自作である。

## 収録曲
作詞・作曲：松たか子／編曲：佐橋佳幸
1. 明日はどこから
2. 笑顔をみせて
3. 明日はどこから（Instrumental）